# Jacques Chaban-Delmas
Jacques Chaban-Delmas (París 1915 – 2000) fou un polític francès. Fou general de brigada de la Resistència (1944) i tingué una participació destacada en l'alçament de París contra l'ocupació nazi.
Esdevingué diputat radical per la Gironda (1946) i alcalde de Bordeus del 1947 al 1995, fou cap dels grups republicans socials de l'Assemblea Nacional francesa (1953-56).
Posteriorment fou ministre de defensa (1957-58), president de l'Assemblea Nacional (1958-69, 1978-81 i 1986-88) i Primer Ministre de França del 1969 al 1972). L'any 1974 fou candidat neogaullista a la presidència de la República i el 1976 s'adherí al RPR creat per Jacques Chirac.
Publicà les memòries L'ardeur (1975) i Mémoires pour Demain (1997).
A Bordeus li és dedicat un monument que es troba prop de la catedral. Porten el seu nom l'estadi (antigament Stade du Parc Lescure) i un dels ponts sobre el riu Garona.